# Санкт-Михаил (линейный корабль, 1723)
«Санкт-Михаил» — парусный линейный корабль Балтийского флота Российской империи, находившийся в составе флота с 1723 по 1736 или 1739 год, головной корабль серии кораблей одноимённого типа. В течение службы большую часть времени находился в портах Ревеля и Кронштадта, а также принимал участие в плаваниях и учениях флота.

## Описание корабля
Представитель серии парусных линейных кораблей одноимённого типа. Корабли этого типа строились с 1721 по 1729 год в Санкт-Петербургском адмиралтействе. Всего в рамках серии было построено 4 линейных корабля. Длина корабля составляла 43,3 метра, ширина — 11,6—11,7 метра, а осадка — 5—5,3 метра. Вооружение судна составляли 54 орудия, состоявшие из восемнадцати, восьми и четырёхфунтовых орудий, а экипаж состоял из 360 человек.
В качестве гальюнной фигуры на корабле была установлена фигура святого Михаила, в честь которого и был назван корабль. Корабль был единственным парусным судном Российского императорского флота, называвшимся «Санкт-Михаил», однако в составе Черноморского флота также нёс службу парусный линейный корабль 1798 года постройки, в составе Балтийского флота — два фрегата 1758 и 1774 годов постройки, а в составе Каспийской флотилии — парусный шкут 1735 года постройки, названные также в честь Святого Михаила.

## История службы
Парусный линейный корабль «Санкт-Михаил» был заложен на стапеле одной из верфей Санкт-Петербургского адмиралтейства 24 сентября (5 октября) 1721 года и после спуска на воду 26 мая (6 июня) 1723 года вошёл в состав Балтийского флота России. Строительство вёл корабельный мастер Р. Броун, резьбу по дереву выполнял резчик мастер Андрей Веревкин.
11 (22) июля 1723 года корабль перешёл в Ревель. В кампанию 1723 года выходил в практическое плавание в Финский залив в составе эскадры, в 1725 году также принимал участие в практическом плавании флота к острову Готланд. В 1726 году был в составе Ревельской эскадры, которая в течение всей кампании в плавания не выходила. При этом по расписанию командиром корабля был назначен капитан 3-го ранга Г. Агазен, который в звании капитан-поручика командовал кораблём в предыдущем 1725 году, однако фактически в командование кораблём «Санкт-Михаил» он не вступал и командовал другим кораблём в Кронштадте.
В 1727 году в составе эскадры принимал участие в практическом плавании в Финском заливе, а затем в составе отряда вице-адмирала Н. А. Сенявина с 26 июля (6 августа) по 4 (15) сентября в плавании из Ревеля в Киль сопровождал корабль «Дербент» с цесаревной Анной Петровной, её мужем и свитой на борту.
В 1728 и 1729 годах вновь был в составе Ревельской эскадры, в течение всего времени кампаний этих лет не выходившей в плавания. В 1730 году совершил переход из Ревеля в Кронштадт, после чего в море больше не выходил. По одним данным корабль был разобран в Кронштадте в 1736 году, по другим — там же в 1739 году.

## Командиры корабля
Командирами линейного корабля «Санкт-Михаил» в составе Российского императорского флота в разное время служили:
- капитан 1-го ранга Н. П. Вильбоа (1723 год)[15];
- капитан-поручик Г. Агазен (1725 год[комм. 5])[16];
- капитан 1-го ранга Я. Шапизо (1726 год и с 1728 по 1730 год)[комм. 6][14];
- капитан 3-го ранга Я. Сорокольд (до 7 (18) июля 1727 года)[комм. 7][17];
- капитан 2-го ранга Д. С. Калмыков (с 16 (27) июля 1727 года)[18].

### Комментарии
1. ↑  Также в серию входили линейные корабли «Рафаил», «Не тронь меня» и «Рига»[1].
2. ↑  142 фута[2].
3. ↑  38 футов[2].
4. ↑  16 футов 6 дюймов[2].
5. ↑  По росписанию ещё и в 1726 году[16].
6. ↑  Ганноверец на российской службе, оригинал имени англ. Shappuzeay[14].
7. ↑  Оригинал имени Jan Sorocold[17].